# Ash Ra Tempel
Ash Ra Tempel era un grup alemany de krautrock actiu de 1970 a 1976. Fou el primer grup musical destacat de Manuel Göttsching. Ash Ra Tempel va presentar membres rotatius, amb Göttsching com únic membre constant. Göttsching va deixar de fer ús del nom del grup després de quedar-se com únic membre restant. El seu primer àlbum sol Inventions for Electric Guitar fou l'últim àlbum que conservà el nom Ash Ra Tempel. Fou subtitulat "Ash Ra Tempel VI" funcionant com el sisè i darrer àlbum. Göttsching Més tard va començar utilitzar el nom Ashra per la seva producció musical tot sol com un homenatge al seu grup anterior. Ashra finalment evolucionà a una banda integral i continuà juntament amb Göttsching fins 1998.

## Història
El grup va ser fundat pel guitarrista Manuel Göttsching, el teclista/bateria Klaus Schulze, i el baixista Hartmut Enke durant 1971. Tot tres membres anteriorment havien tocat junts com a part del grup de curta vida Eruption fundat per Conrad Schnitzler. Previ a Eruption Schnitzler i Schulze hi havien treballat junts en Tangerine Dream.
Un curt-projecte de Manuel Göttsching va existir-hi durant 1970. Era l'Steeple Chase Blues Band, el qual també inclogué Hartmut Enke, Wolfgang Müller, i Volker Zibell.
Ash Ra Tempel va lliurar el seu àlbum homònim de debut el juny de 1971. Aquest lliurament és considerat per crítics com un clàssic del gènere; Schulze temporalment abandonà el grup per fer carrera en solitari poc després de la seva sortida al mercat. Schwingungen (1972), Seven Up (amb Timothy Leary) (1972), i Join Inn (1973) són tots considerats feines claus de la banda. L'àlbum orientat al pop de 1973 Starring Rosi era així titulat perquè va presentar les veus principals de Rosi Mueller.
Una actuació en concert de retrobament dels músics originals del grup va tenir lloc en Colònia el 28 de febrer de 1973.

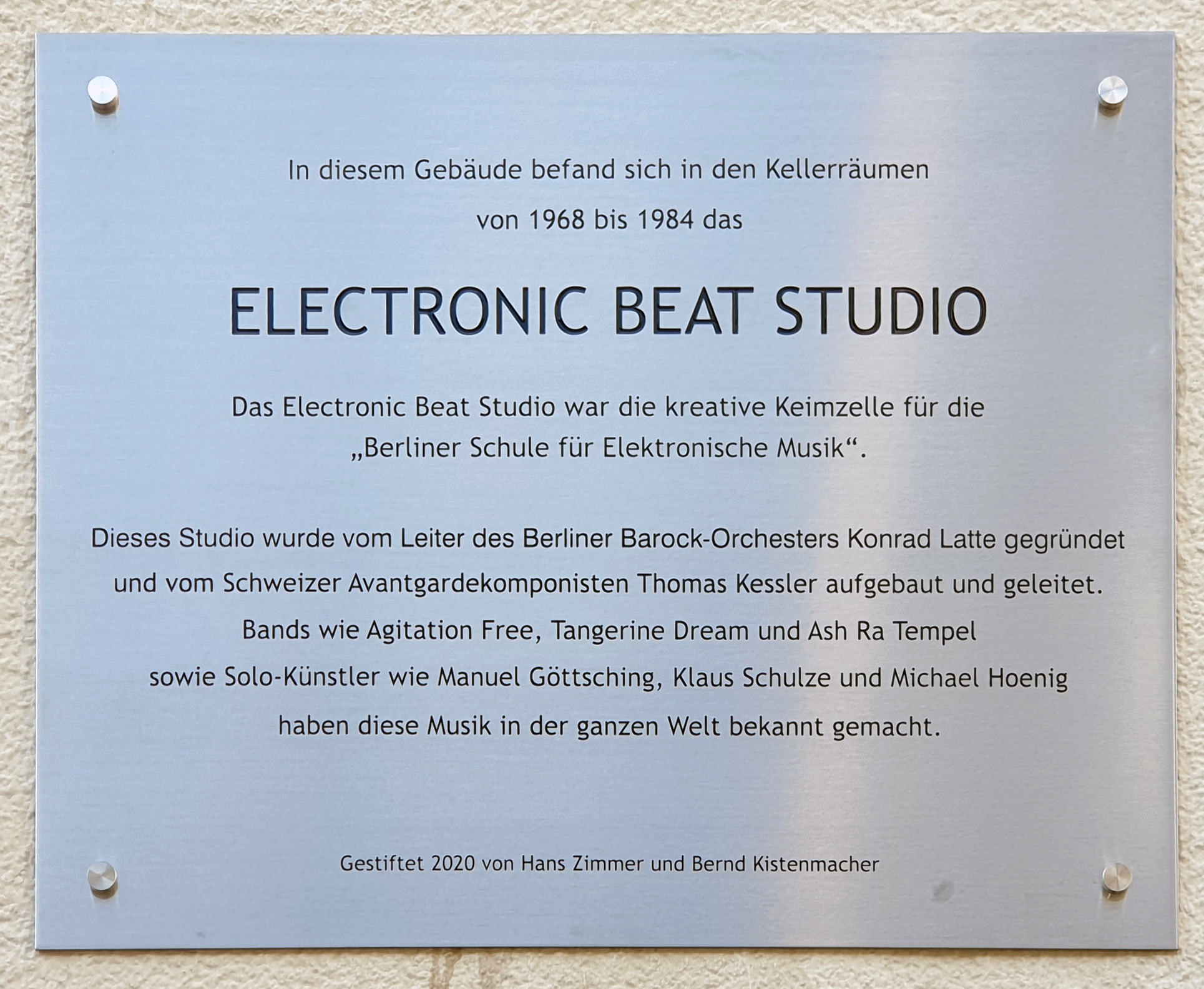
Placa commemorativa en l'edifici on estigué ubicat Electronic Beat Studio (Berlin), on hi van enregistrar els músics tant com a grup com en solitari.

Més tard, després d'enregistrar la banda sonora Le Berceau de Cristal (1975; no editada per a la venda fins 1993) Ash Ra Tempel va escurçar el seu nom a Ashra, fent una música més melòdica, basada en el sintetitzador. Dins 2000 la banda es retrobà la plantilla formada per Manuel Gottsching i Klaus Schulze. Aquesta parella anteriorment hi havia treballat junta en l'àlbum d'en Schulze In Blue.

## Influència i estil musical
La feina primerenca presentada per Ash Ra Tempel va tenir un so de rock psicodèlic. La música més tardana de la banda canvià a electrònica i d'ambient acústica, en el seu moment descrita com còsmica i atmosfèrica. La banda fou influenciadora en el desenvolupament de la música ambiental, tal com s'escolta en àlbums com Le Berceau de Cristal, Inventions for Electric Guitar i New Age of Earth.
Ash Ra Tempel va exercir una influència relativament gran en els posteriors rock espacial, krautrock, música electrònica i ambiental. Les bandes psicodèliques Acid Mothers Temple i Hash Jar Tempo anomenats ells mateixos amb noms que feien referència a Ash Ra Tempel (paraules molt semblants, amb canvis en l'ordre d'algunes lletres, etc.). L'orquestra de rock experimental Al Berkowitz va fer una versió de "Light: look at your sun", de Schwingungen, i el va presentar en el seu àlbum en viu Apprenticeship and acttitude (2009). La banda hongaresa del subgènere 'hardcore psicodèlic-'shaman punk' Galloping Coroners també van dir ser influïts per Ash Ra Tempel en els tardans 1970.

## Membres
- Manuel Göttsching – guitarres, sintetitzadors, veus (1971–1976, 2000–2001)
- Hartmut Enke – Baix, guitarres, sintetitzadors (1971–1973; mort 2005)
- Klaus Schulze – tambors, sintetitzadors, veus (1971, 1972–1973, 2000–2001)
- Wolfgang de Müller – tambors, percussió (1972)
- Rosi Müller – vocals (1973–1976)

## Discografia

### Àlbums d'estudi
- Ash Ra Tempel (1971)
- Schwingungen (1972)
- Seven Up (amb Timothy Leary, 1972)
- Join Inn (1973)
- Starring Rosi (1973)
- Le Berceau de Cristal (banda sonora) (1975)
- New Age of Earth (1976) (al principi comercialitzat a nom d'Ash Ra Tempel, més tard reeditat sota Ashra)
- Blackouts (1977) (per Ashra)
- Correlations (1979) (per Ashra)
- Belle Alliance (1980) (per Ashra)
- Walkin' the Desert (1989) (per Ashra)
- Tropical Heat (1991) (per Ashra)
- Friendship (2000, amb Klaus Schulze)

### Àlbum en viu
- Gin Rosé: at the Royal Festival Hall (2000, àlbum enregistrat en viu)

### Recopilacions
- The Best of the Private Tapes 2xCD (1998) (enregistraments de demos rares)
- Schwingungen/ Seven Up (1998) (Dos LP originals en un CD)
- Join Inn/ Starring Rosi (1998) (Dos LP original és damunt un CD)

### Altres lliuraments
- Inventions for Electric Guitar (1975) (En crèdits hi figura "Ash Ra Tempel, Manuel Göttsching", subtitulat "Ash Ra Tempel VI, considerat com primer àlbum solo de Göttsching)